# Bongerd (plein)
De Bongerd, vroeger ook kortweg Markt en tot 1915 Prins Hendriklaan geheten, is een plein in het centrum van de Nederlandse stad Heerlen. 
Het plein ontstond nadat de stadsgracht op deze plek kort voor 1900 werd gedempt en grenst tegenwoordig aan het Pancratiusplein, het Wilhelminaplein, de Saroleastraat en de Promenade. 
Rijksmonumenten als het Glaspaleis en Apotheek Claessens bevinden zich aan dit plein.